# Загорє (Козє)
Загорє (словен. Zagorje) — поселення в общині Козє, Савинський регіон, Словенія. Висота над рівнем моря: 439 м. 